# アントシアノンA
アントシアノンA（anthocyanone A）は、酸性条件下でのマルビジン 3-O-グルコシドの分解生成物である。ワイン中で見られる。